# Hans Luther
Hans Luther (Berlino, 10 marzo 1879 – Düsseldorf, 11 maggio 1962) è stato un politico tedesco.
Fu Cancelliere del Reich dal 15 gennaio 1925 al 12 maggio 1926.
Nel 1930 fu nominato alla presidenza della Reichsbank. Poco dopo fu nominato ambasciatore negli Stati Uniti d'America, una posizione che tenne dal marzo del 1933 fino al 1937, quando diede le dimissioni.